# Margaretha von Neipperg

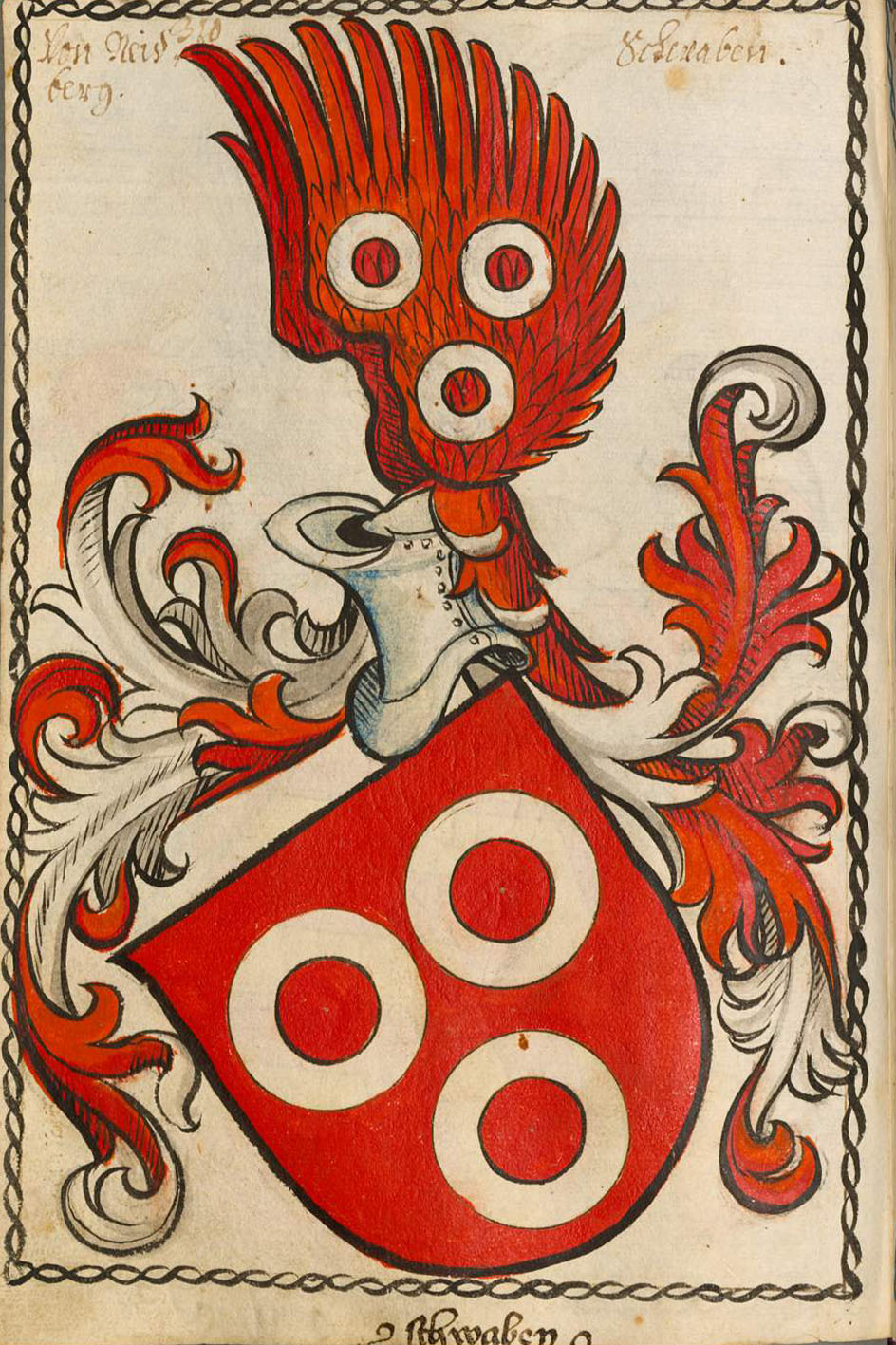
Familienwappen von Neipperg

Margaretha von Neipperg (* um 1515; † nach 1591) war eine Adelige aus dem Geschlecht der Ritter von Neipperg, Benediktinerin und letzte Äbtissin des Klosters Seebach bei Bad Dürkheim.

## Abstammung und Familie

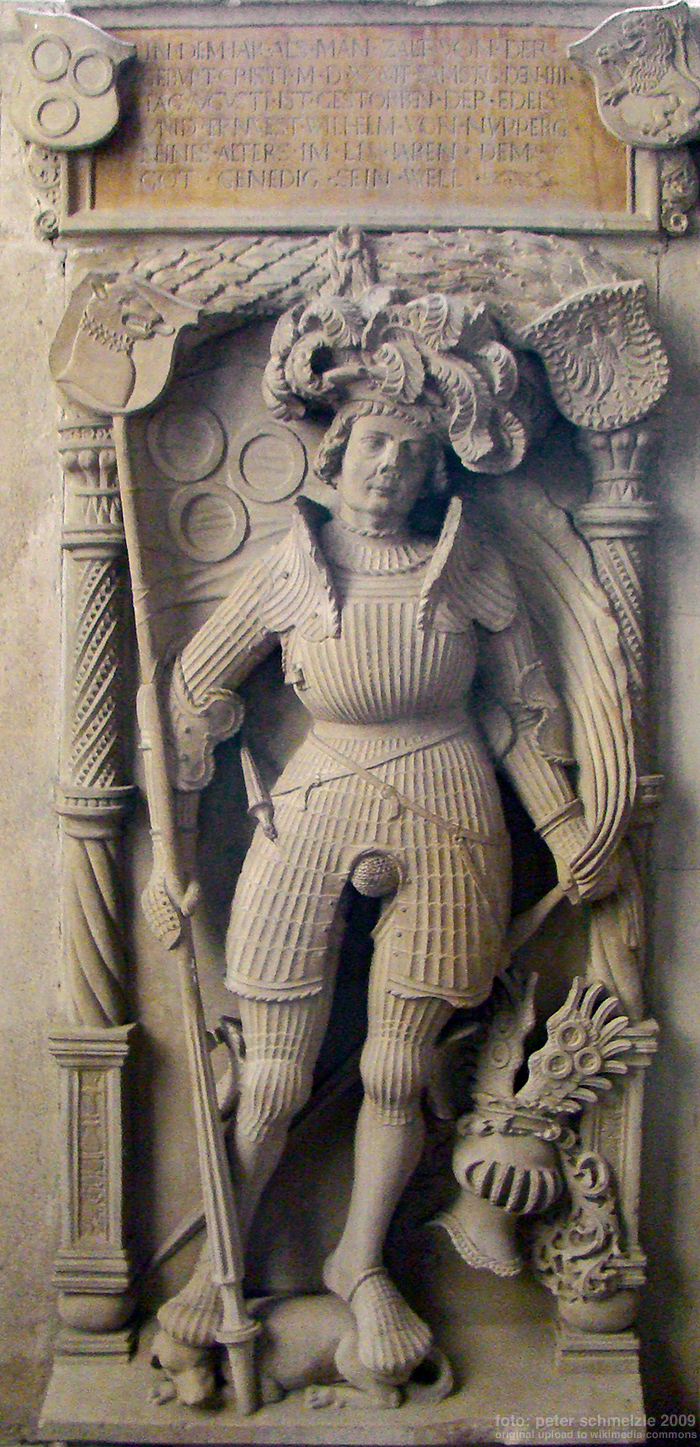
Epitaph des mutmaßlichen Vaters

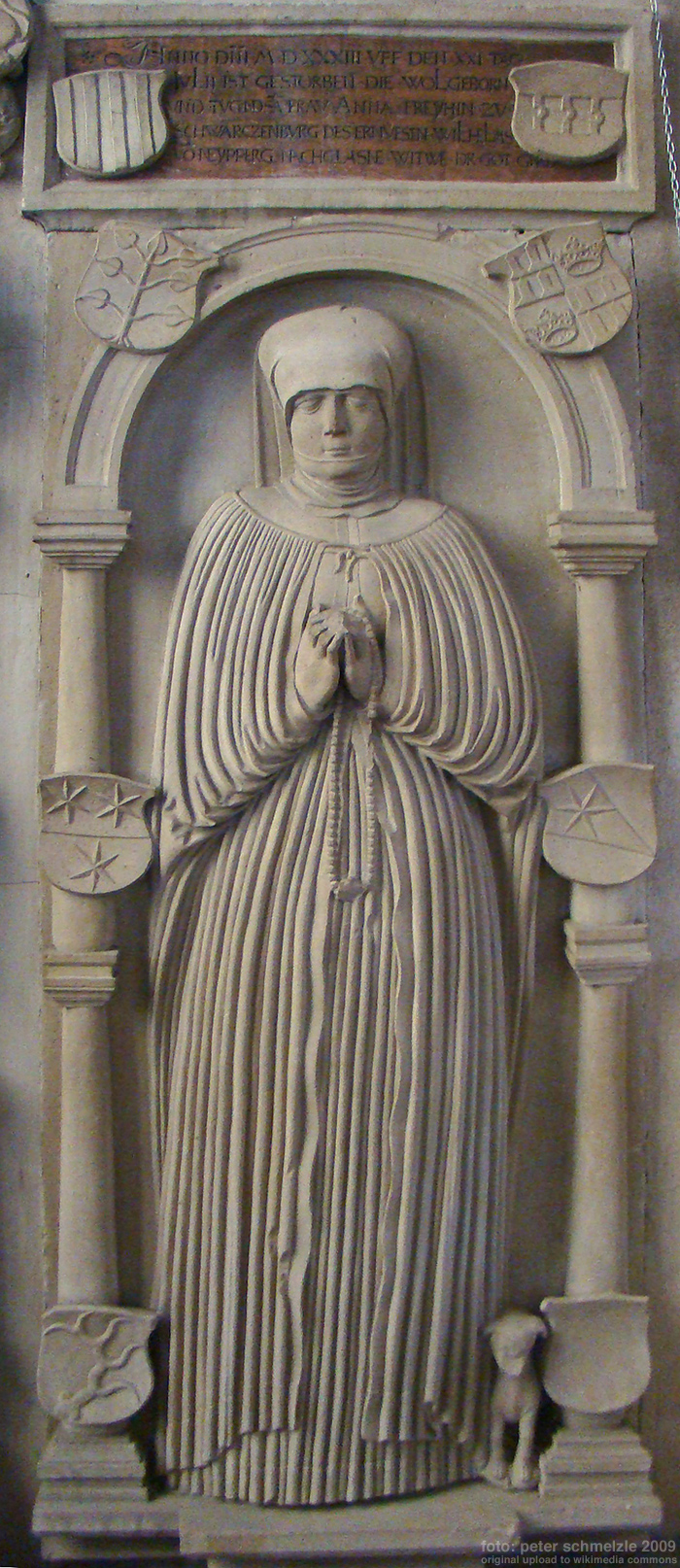
Epitaph der mutmaßlichen Mutter

Laut Franz Xaver Remling wurde sie geboren als Tochter des „Junker Georg von Neipperg“. Hierbei dürfte es sich um Georg Wilhelm von Neipperg, genannt „der Schwarze“, handeln († 1520 oder 1527 im Alter von 52 Jahren), der mit Anna Barbara von Schwarzenberg († 1533) verheiratet war. Er amtierte als Obervogt im Zabergäu und ist mit seiner Gattin in der Johanneskirche zu Schwaigern beigesetzt. Von beiden haben sich dort Epitaphien mit Ganzfiguren erhalten.

## Leben und Wirken

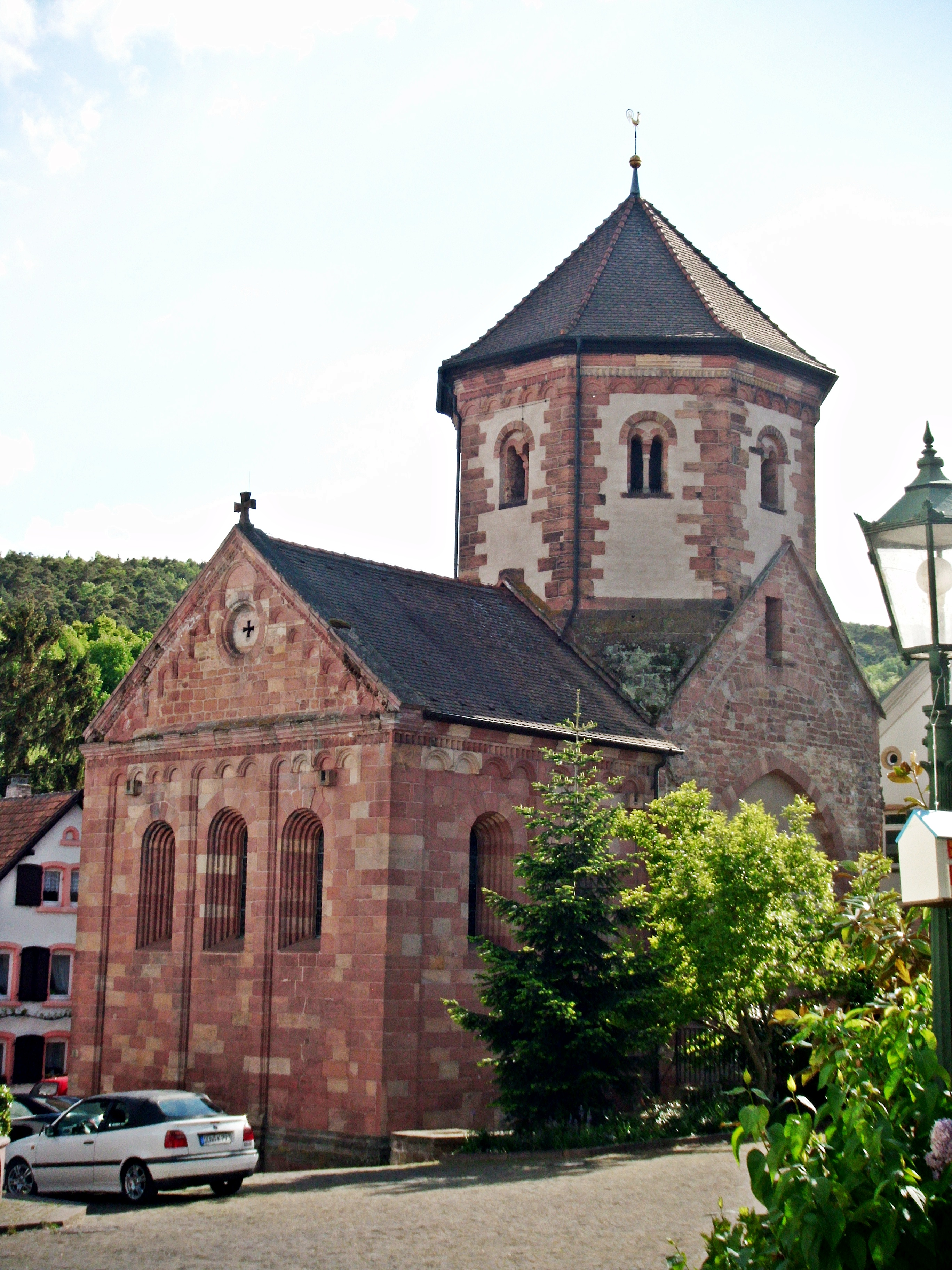
Klosterkirche Seebach, Bad Dürkheim

Margaretha von Neipperg wurde Benediktinerin im Kloster Frauenalb. Im Sommer 1563 wählte man sie als Nachfolgerin ihrer verstorbenen Schwester Elisabeth von Neipperg zur Äbtissin des Klosters Seebach. Die Wahl fand unter der beratenden Aufsicht des Speyerer Generalvikars Andreas von Oberstein statt, der von Bischof Marquard von Hattstein damit beauftragt worden war.
Sowohl die Grafen von Leiningen als Schirmherren des Klosters, als auch die mächtige Kurpfalz waren inzwischen Anhänger der Reformation geworden. Beide bedrohten den Konvent mit der Auflösung. Da die Äbtissin und ihre Konventualen treu zum alten Glauben standen und am Klosterleben festhielten, kam es immer wieder zu provozierten Zwischenfällen. An einem Samstag im September des Jahres 1567 verlangte man von der Äbtissin, dass sie augenblicklich ein Fuhrwerk nach Frankenthal entsende, weil die Gräfin von Leiningen Lust auf Bier habe. Da alle Fuhrwerke mit der Ernte beschäftigt waren und Margaretha von Neipperg deshalb die kurzfristige Forderung ablehnte, konfiszierte man Kutsche, Pferde und Fuhrleute mit Gewalt und führte sie auf die Hardenburg ab, wo sie die Äbtissin erst nach langem Bitten wieder zurückerhielt. Am Sonntag, den 27. Juni 1568, stürmte der Hardenburger Jägermeister mit 10 bewaffneten Knechten den Konvent und verlangte die Herausgabe der Klosterhunde zur Jagd. Da die Nonnen die Tiere zu ihrem Schutz benötigten und die Übergabe verweigerten, drohte der Leininger Graf damit, das Kloster unter Mithilfe der Kurpfalz gewaltsam aufzulösen.
Auf dem Speyerer Reichstag von 1570 erbat die Äbtissin deshalb von Kaiser Maximilian II. den Schutz des Reiches. Da sie einen kaiserlichen Schutzbrief erhielt, ließ sie nochmals Renovierungsarbeiten vornehmen und setzte die Klostergebäude in einen guten Stand. Die Kurpfalz blockierte jedoch die Einnahmen des Konvents aus dessen dort gelegenen Besitzungen und man zwang den Nonnen 1571, zur Kontrolle, einen weltlichen Schaffner namens Hannes Lorenz auf.
Da Seebach früher dem Kloster Limburg unterstanden hatte, dessen Schirmherrschaft Pfalzgraf Johann Casimir an sich gezogen hatte, forderte er die Nonnen 1579 auf, ihm als Schirmherrn zu huldigen, ließ gewaltsam alle Güter sowie das Inventar des Klosters aufzeichnen und verbot die Aufnahme weiterer Konventualen. So kam es, dass 1588 außer der Äbtissin nur noch eine Chorschwester in Seebach lebte. Der Graf von Leiningen führte als tatsächlicher Schirmherr darüber Beschwerde beim Reichskammergericht. Dessen ungeachtet entsandte Johann Casimir am 26. Mai 1589 den Neustadter Vizedom Thomas Blarer mit einer Reitertruppe zum Kloster Seebach und forderte unter Androhung der Plünderung erneut die Huldigung, welche die Äbtissin unter Zwang leistete. Als nunmehr „anerkannter“ Schirmherr ließ er das Kloster dauerhaft mit 20 Söldnern besetzten, was ein weiteres Konventsleben unmöglich machte. Die Äbtissin zog sich daraufhin unter Erhalt einer Rente nach Speyer zurück und das geistliche Leben erlosch in Seebach. Eine Sage berichtet, Margaretha von Neipperg habe vor der Übergabe des Klosters das Schuldbuch verbrannt und die Klosterhörigen so vor Zahlungen an die neuen Herren bewahrt. Über diese Geschichte entstand im 19. Jahrhundert eine Ballade.
Pfalzgraf Johann Casimir nahm die Anlage in Besitz und verpachtete sie 1591 als landwirtschaftliches Gut an den Dürkheimer Bürger Hanns Stern; den Grafen von Leiningen entschädigte er 1593. Kirche, Kreuzgang und Konventsgebäude verfielen weitgehend; von ersterer sind bedeutende Teile erhalten, die Klosterkirche Seebach.
Margaretha von Neipperg starb nach 1591, vermutlich in ihrem Speyerer Exil.